# Мотійки
Моті́йки — село в Україні, у Народицькій селищній територіальній громаді Коростенського району Житомирської області. Населення становить 324 осіб.

## Історія
У 1906 році село Христинівської волості Овруцького повіту Волинської губернії. Відстань від повітового міста 32 версти, від волості 3. Дворів 50, мешканців 318.
17 листопада 1921 р. під час Листопадового рейду через Мотійки, повертаючись із походу, проходили залишки Волинської групи (командувач — Юрій Тютюнник) Армії Української Народної Республіки.
З початку березня 2022 року село було окуповане російськими військами й звільнено у березні того ж року.

## Постаті
- Волкова Світлана Борисівна (1950—2020) — українська акторка театру і кіно, режисерка. Заслужена артистка України.